# Cupania clavelligera
Cupania clavelligera là một loài thực vật có hoa trong họ Bồ hòn. Loài này được Lundell mô tả khoa học đầu tiên năm 1976.